# Слепянское кладбище
Слепянское кладбище (также известное как кладбище у Обсерватории) — исчезнувшее кладбище бывших деревень Великая и Малая Слепянки, которые располагались на нынешней территории Минска возле государственной обсерватории и бывшего Московского автовокзала. 
Впервые они упоминаются в XVII в.. На территории кладбища находилась церковь, действовавшая до 1934 года и разрушенная в начале 1950-х гг.. При строительстве Московского шоссе он[что?] был частично разрушен в 1930-е годы . Позднее ещё часть захоронений была уничтожена в начале 1970-х гг. во время работ на Ленинском проспекте (сейчас проспект Независимости). При этом часть захоронений перевезено по согласию родственников в другие места, часть устранено, о чём свидетельствуют старожилы Минска. Во время этой первой волны ликвидации кладбища были зафиксированы случаи детского вандализма в отношении костей умерших. Позднее, по устным воспоминаниям сотрудников " Белгидромета ", индивидуальные захоронения были ликвидированы в начале 1980 -х гг. при строительстве первой линии метро.

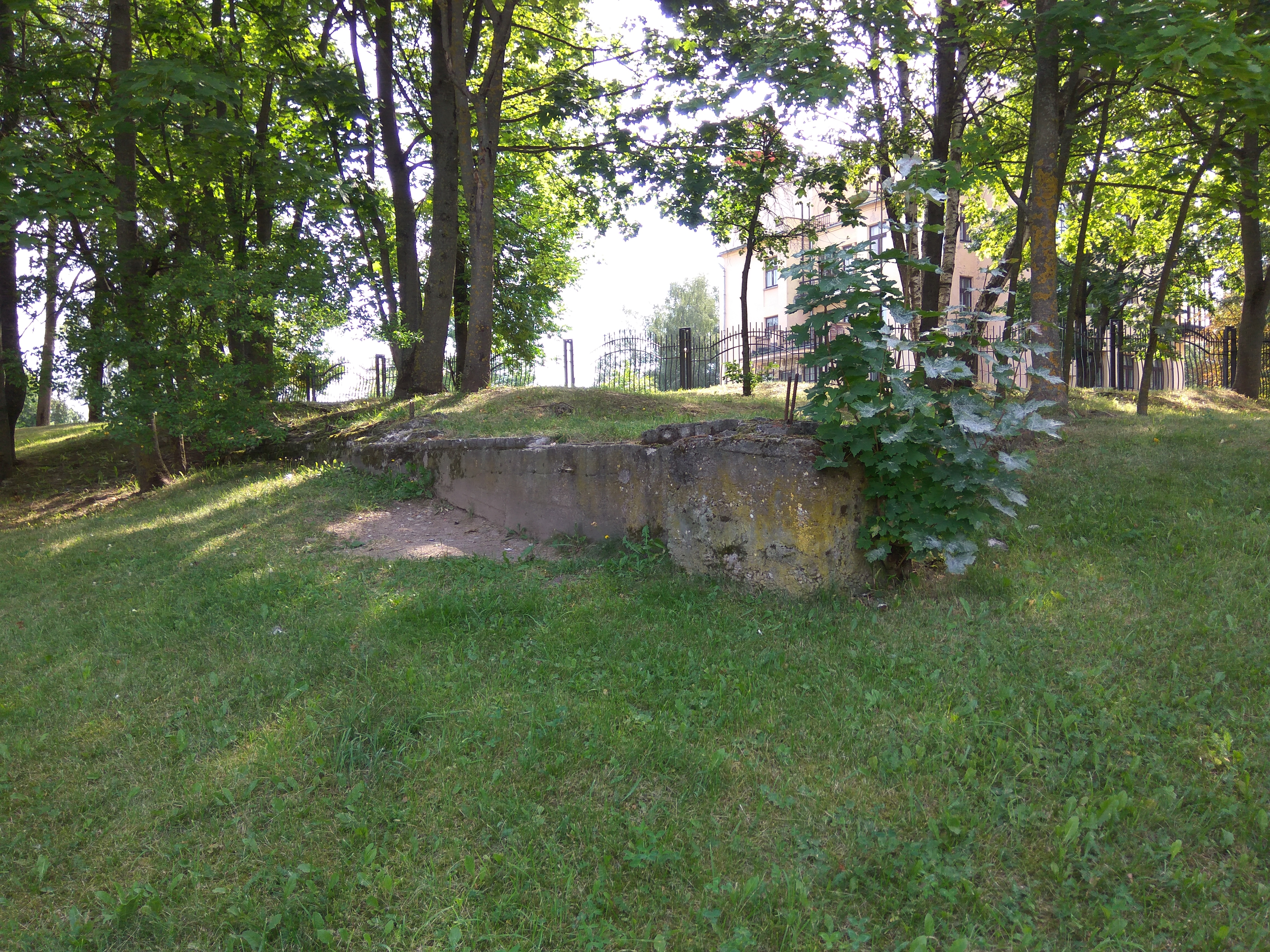
Остатки забора (?). Гидрометеорологическая обсерватория на заднем плане

В первое десятилетие XXI в. остальные могилы, сохранившиеся с 1970 -х гг. были ликвидированы, но только в смысле снятия оград, крестов и памятников, сами захоронения не были эксгумированы и исчезли, поэтому следов их существования на поверхности земли почти не сохранилось, за исключением некоторых остатков кирпичного забора вокруг своей территории. По состоянию на август 2017 г. на поверхности остались вершины трех надгробных памятников, уже погрузившихся в землю. Тем не менее, кладбище по-прежнему указано на картах и атласах города (обычно без названия), в отличие от других уничтоженных кладбищ Минска.